# Lebia ornata
Lebia ornata är en skalbaggsart som beskrevs av Thomas Say. Lebia ornata ingår i släktet Lebia och familjen jordlöpare. Inga underarter finns listade i Catalogue of Life.